# Formica rufomaculata
Formica rufomaculata är en myrart som beskrevs av Mikhail Dmitrievich Ruzsky 1895. Formica rufomaculata ingår i släktet Formica och familjen myror. Inga underarter finns listade i Catalogue of Life.